# José Roberto Bertrami
José Roberto Bertrami (né le 21 février 1946 à Tatuí, et mort le 8 juillet 2012 à Rio de Janeiro) est un musicien brésilien.

## Biographie
José Roberto Bertrami débute sur scène à 12 ans en jouant du vibraphone.
Musicien, auteur, compositeur, pianiste de jazz, arrangeur, membre fondateur du groupe Azymuth au début des années 1970 ; ils réalisent des musiques pour le cinéma et la télé. Ils rencontrent un succès international dans la mouvance disco avant d'être consacrés comme trio de Jazz aux États-Unis dans les années 1980. 
Très actif dans de nombreux domaines, il enregistre en solo à partir de 1983 au moins 6 albums dont le fameux Things are different - 2001 FAR.